# أرمين غارو
أرمين غارو (بالأرمنية:Արմեն Գարո)، من مواليد ولاية أرضروم التركية بتاريخ 9 فبراير 1872، وتوفي في مدينة جنيف السويسرية بتاريخ 23 مارس 1923، وهو قائد عسكري روسي وسياسي دبلوماسي وقومي أرميني، انضم لحزب الطاشناق الأرميني المعارض للنظام العثماني، عُيِنَ سفيراً لأرمينيا بالولايات المتحدة الأمريكية من سنة 1918 إلى 1920، واسمه الحقيقي كاركین باسدرماجیان (Գարեգին Փաստրմաճեան).